# Anoteropsis okatainae
Anoteropsis okatainae là một loài nhện trong họ Lycosidae.
Loài này thuộc chi Anoteropsis. Anoteropsis okatainae được Cor J. Vink miêu tả năm 2002.